# Julius Aquila
Pour les articles homonymes, voir Aquila.

Caius Julius Aquila, est le chevalier, qui, en l'absence du légat de Mésie, Didius Gallus, commandait la garnison de Panticapée (Crimée), capitale du Royaume du Bosphore, après la destitution de Mithridate (II) et son remplacement par son frère Cotys Ier en 44. Mithridate le méprisait et pensait le vaincre facilement en s'alliant avec les Siraques. Mais il sut se montrer habile, et il reçut la préture lorsque Mithridate, livré aux Romains, fut exposé devant les Rostres .
Il ne faut pas le confondre avec Védius Aquila, cité comme commandant (et plus loin lieutenant) de la treizième légion, en 69 ap. J.-C..

## Éléments biographiques
Claude, qui a succédé à Caligula en 41, confirme Mithridate (II) comme roi du Bosphore. Toutefois, pour une raison inconnue, Mithridate est remplacé en 44 apr. J.-C. par son frère cadet Cotys Ier, qui prend possession du royaume appuyé par une armée conduite par Aulus Didius Gallus, le Légat de Mésie.
Mithridate, le roi détrôné, cherche à prendre sa revanche lorsqu'il apprend que le général romain Didius Gallus est absent avec l’élite de son armée et qu’il ne demeure dans le Bosphore que son frère Cotys, « jeune homme sans expérience », avec un petit contingent commandé par le chevalier romain Caius Julius Aquila. Mithridate compte sur l'inexpérience de son frère, n'a pas en grande estime les compétences militaires d'Aquila et cherche à reprendre le pouvoir en s'appuyant sur Zorsines, roi des Siraques, avec lequel il s'allie. Dans un premier temps il s’empare des États du roi des Dandarides. Puis avec le renfort de déserteurs locaux il marche sur la capitale du Royaume du Bosphore : Panticapée (dans la Crimée actuelle).
De leur côté Julius Aquila et Cotys, en infériorité numérique, concluent une alliance avec Eunonès, le roi des Aorses (en) qui, conscient de la puissance romaine, accepte de fournir sa cavalerie pour les combats en rase campagne pendant que les Romains se chargent d’assiéger les villes. Aquila et ses alliés prennent l’offensive et repoussent les ennemis jusqu'à Soza, ville de la Dandarique, qui est occupée. Les troupes marchent ensuite contre les Siraques, passent le fleuve Panda et investissent la ville d’Uspé, qui résiste dans un premier temps avant d’être prise et mise à sac. Zorsinès abandonne alors la cause de Mithridate ; il livre des otages et vient se prosterner devant la statue de César.
Mithridate décide finalement de se rendre ; craignant la vengeance de son frère Cotys, il se tourne vers Eunonès, le roi des Aorses, afin qu’il négocie sa reddition. Ce dernier, ému par le prince vaincu, envoie des députés à l’empereur Claude pour solliciter sa clémence. L’empereur romain refuse de le maintenir comme roi vassal et Mithridate est conduit à Rome par Junius Cilo. En récompense, Julius Aquila est nommé Préteur, alors que Mithridate, le vaincu, est exposé devant les Rostres.
Après ces exploits Caïus Julius Aquila disparaît de l'Histoire.